# Paran Julu (Sipirok)
Paran Julu is een bestuurslaag in het regentschap Tapanuli Selatan van de provincie Noord-Sumatra, Indonesië. Paran Julu telt 1032 inwoners (volkstelling 2010).